# CSU Sibiu
O Baschet Club Sportiv Universitar Sibiu é um clube profissional de basquetebol sediado na cidade de Sibiu, Distrito de Sibiu, Romênia que atualmente disputa a Liga Națională. Foi fundado em 1971 e manda seus jogos no Transilvania Hall que possui capacidade de 1.800 espectadores.

## Temporada por Temporada
| Temporada | Competição Doméstica | Competição Doméstica | Competição Doméstica | Competição Doméstica | Competição Doméstica | Competição Doméstica | Copa Romena       | Copa Romena | Competições Europeias | Competições Europeias |
| Temporada | Nível                | Liga                 | Pos.                 | TR.                  | PL.                  | Pós Temporada        | Copa              | Supercopa   | Liga                  | Resultado             |
| --------- | -------------------- | -------------------- | -------------------- | -------------------- | -------------------- | -------------------- | ----------------- | ----------- | --------------------- | --------------------- |
| 2011–12   | 1                    | Liga Națională       | 10                   | 13-15                |                      |                      |                   |             |                       |                       |
| 2012–13   | 1                    | Liga Națională       | 10                   | 14-16                |                      |                      |                   |             |                       |                       |
| 2013–14   | 1                    | Liga Națională       | 3                    | 19-7                 | 2-3                  | Quartas de finais    |                   |             |                       |                       |
| 2014-15   | 1                    | Liga Națională       | 10                   | 10-14                |                      |                      | Quarto lugar      |             |                       |                       |
| 2015-16   | 1                    | Liga Națională       | 6                    | 16-16                | 1-3                  | Quartas de finais    |                   |             |                       |                       |
| 2016-17   | 1                    | Liga Națională       | 2                    | 18-10                | 5-5                  | Semifinais           | Quarto lugar      |             |                       |                       |
| 2017-18   | 1                    | Liga Națională       | 1                    | 24-9                 | 4-3                  | Semifinais           | Quartas de finais |             |                       |                       |
| 2018-19   | 1                    | Liga Națională       | 1                    | 18-6                 | 7-5                  | Finalista            | Campeão           |             | 4 Copa da Europa      | QF1 0-2               |
| 2019-20   | 1                    | Liga Națională       | 3º                   | 12-7                 |                      |                      | Quartas de finais | Finalista   | 4 Copa da Europa      | FG 1-5                |
| 2020-21   | 1                    | Liga Națională       | 3º                   | 21-5                 | 0-2                  | Quartas de finais    | Quartas de finais |             | 4 Copa da Europa      | QF                    |
| 2021-22   | 1                    | Liga Națională       | 8º                   | 15-15                | 0-2                  | Quartas de finais    | Quartas de finais |             |                       |                       |
| 2022-23   | 1                    | Liga Națională       | 5º                   | 17-17                | 3-5                  | Semifinais           | Fase Preliminar   |             |                       |                       |
| 2023-24   | 1                    | Liga Națională       | 6º                   | 16-18                | 2-3                  | Quartas de finais    | Quartas de finais |             | 4 Copa da Europa      | FG 0-6                |
| 2024-25   | 1                    | Liga Națională       | 11º                  | 13-17                |                      |                      | Fase Preliminar   |             |                       |                       |

fonte:eurobasket.com

## Títulos
- Liga Națională (2):

1995, 1999
Finalista: 2018-19
- Copa Romena (1):

2019